# گریگور واهرامیان گاسپاربگ
گریگور واهرامیان گاسپاربگ (ارمنی: Գրիգոր Վահրամյան Գասպարբեգ؛ ۱۹۰۰ – ۱۹۶۳) نقاش ارمنی‌‌تبار اهل ایران بود.

## زندگی‌نامه
گریگور واهرامیان در نخجوان قدیم به دنیا آمد. در شهر تفلیس، گرجستان تعلیمات مقدماتی هنر را کسب نمود و در سال ۱۹۲۳ (۱۳۰۲) با رتبهٔ اول فارغ‌التحصیل گردید. برای تکمیل هنر به مسکو رفت و در آکادمی هنر نقاشی و مجسمه‌سازی تحت تعلیمات استاد گرتوفسکی قرار گرفته در سال ۱۹۲۹ (۱۳۰۸) آکادمی را به پایان رساند.
واهرامیان اولین نمایشگاهش را در مسکو در سال ۱۹۳۰ (۱۳۰۹) برگزار کرد که توجه بسیاری از منتقدان را جلب نمود و در نتیجه تعدادی از آثارش توسط موزه‌های مسکو خریداری شده و به چاپ رسیدند. آثار وی را مارتیروس ساریان نقاش به نام ارمنی ستایش کرده است.
در سال ۱۹۳۸ (۱۳۱۷) به ایران آمد و شروع به آموزش هنرمندان جوان نمود در سال ۱۹۵۰ (۱۳۲۹) نمایشگاهی از آثار او و هنرجویانی که در مکتب وی هنر آموخته بودند در تهران برگزار گردید که بسیار مورد توجه قرار گرفت و پس از آن نیز این آثار در تبریز و آبادان به نمایش گذاشته شدند و مورد اقبال بسیاری قرار گرفتند.
با شروع فعالین دولتی برای تشویق هنر در تبریز، از واهرامیان برای تدریس دعوت به عمل آمد که تا آخر عمر در آنجا مشغول به کار بود.
سبک نقاشی‌های واهرمیان کلاسیک است. طبیعت و پرتره و طبیعت بی جان در آثار وی بسیار جاندار می‌نمایند و رنگ‌ها قوی و با قدرت بر روی بوم گذارده شده‌اند. آناتومی صورت و نگاه‌های سوژه‌ها بسیار دقیق و پراحساس هستند.
واهرامیان در طول عمر هنری خود برای هر آنچه آفریده مورد تشویق و توجه قرار گرفت.

## نگارخانه

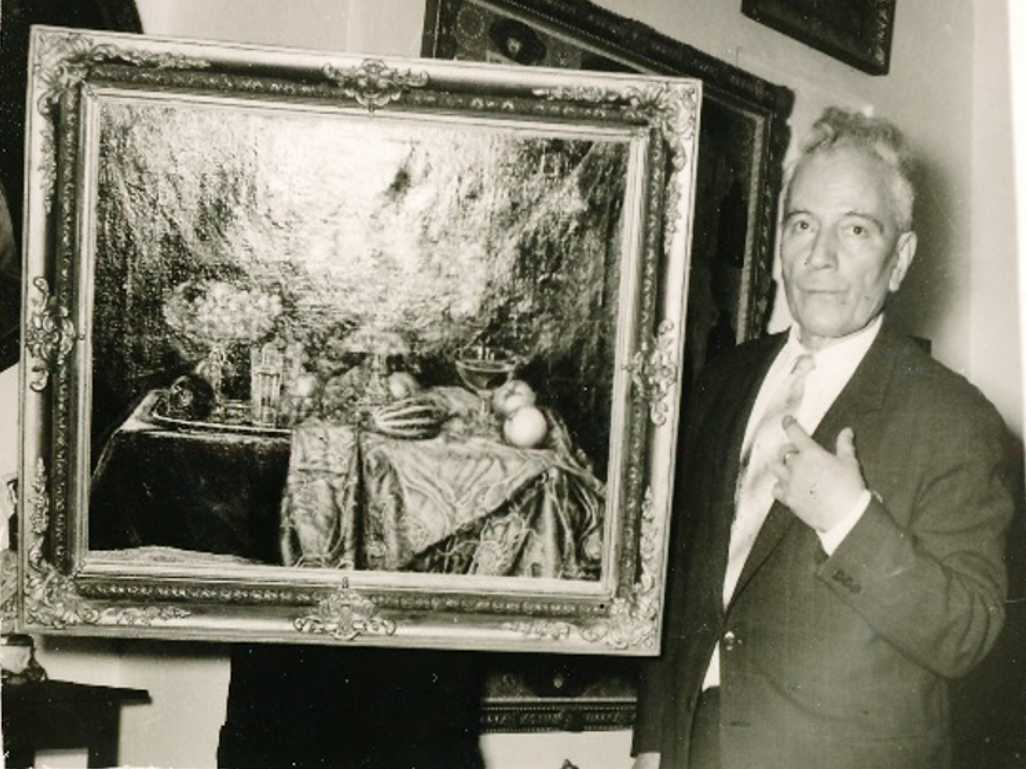
گریگور واهرامیان گاسپاربگ در کنار تابلوی‌اش, «Նատյուրմորտ», ۱۰/۱۰/۱۹۶۱